# Надим
Надим (на руски: Надым) е град в Русия, административен център на Надимски район, Ямало-Ненецки автономен окръг. Населението на града към 1 януари 2020 година е 44 830 души.

## История
За пръв път селището е упоменато през 1597 година. През август 1952 г. е открита железопътна линия до Салехард, по която се осъществяват пасажерски и товарни превози. След смъртта на Йосиф Сталин е изоставена. През есента на 1967 г. Надим започва да се използва като опорна база за разработването на залежите на природен газ в областта. Местоположението му на възвишение позволява да се построи самолетна писта.
Заедно с усвояването на газовите залежи, градът търпи бързо развитие, като му е отредено да стане обществен и културен център в окръга. На 9 март 1972 година с указ на Президиума на Върховния съвет на РСФСР Надим получава статут на град.

## Население
Градът е населяван главно от руснаци, украинци, татари, ненци, ханти, коми и башкири.
| 1979   | 1989   | 1996   | 2000   | 2003   | 2006   | 2009   |
| ------ | ------ | ------ | ------ | ------ | ------ | ------ |
| 26 058 | 52 586 | 47 800 | 44 900 | 45 900 | 48 800 | 47 299 |
| 2012   | 2015   | 2016   | 2017   | 2018   | 2019   | 2020   |
| 47 360 | 45 766 | 44 940 | 44 660 | 44 594 | 44 705 | 44 830 |

## Климат
Климатът в Надим е субполярен. Средната годишна температура е −5,4 °C, а средното количество годишни валежи е около 496 mm.
| Климатични данни за Надим             | Климатични данни за Надим | Климатични данни за Надим | Климатични данни за Надим | Климатични данни за Надим | Климатични данни за Надим | Климатични данни за Надим | Климатични данни за Надим | Климатични данни за Надим | Климатични данни за Надим | Климатични данни за Надим | Климатични данни за Надим | Климатични данни за Надим | Климатични данни за Надим |
| Месеци                                | яну.                      | фев.                      | март                      | апр.                      | май                       | юни                       | юли                       | авг.                      | сеп.                      | окт.                      | ное.                      | дек.                      | Годишно                   |
| Абсолютни максимални температури (°C) | 1,7                       | 1,0                       | 10,6                      | 20,7                      | 29,6                      | 34,2                      | 34,7                      | 32,6                      | 25,7                      | 17,0                      | 7,0                       | 10,1                      | 34,7                      |
| Средни максимални температури (°C)    | −19,4                     | −18                       | −9                        | −2,8                      | 4,5                       | 15,2                      | 20,9                      | 16,3                      | 9,4                       | −1                        | −11,9                     | −16,5                     | −0,9                      |
| Средни температури (°C)               | −23,7                     | −22,6                     | −14,6                     | −8,2                      | −0,1                      | 10,0                      | 15,7                      | 11,8                      | 5,8                       | −4                        | −15,8                     | −20,9                     | −5,4                      |
| Средни минимални температури (°C)     | −28,3                     | −27,3                     | −20                       | −13,7                     | −4,2                      | 5,4                       | 10,8                      | 7,8                       | 2,8                       | −7                        | −20                       | −25,5                     | −9,8                      |
| Абсолютни минимални температури (°C)  | −57,7                     | −52,2                     | −47,1                     | −39,2                     | −25,6                     | −8,1                      | −0,9                      | −5                        | −9,7                      | −34,7                     | −47,5                     | −50,4                     | −57,7                     |
| Средни месечни валежи (mm)            | 24,3                      | 19,2                      | 23,0                      | 27,3                      | 36,6                      | 57,1                      | 68,6                      | 70,5                      | 57,0                      | 51,3                      | 27,6                      | 42                        | 496,3                     |
| ------------------------------------- | ------------------------- | ------------------------- | ------------------------- | ------------------------- | ------------------------- | ------------------------- | ------------------------- | ------------------------- | ------------------------- | ------------------------- | ------------------------- | ------------------------- | ------------------------- |
| Източник: Climatebase                 |                           |                           |                           |                           |                           |                           |                           |                           |                           |                           |                           |                           |                           |

## Икономика
Местното предприятие на „Газпром“ е градообразуващо. На него приспадат около 11% от всичкия добиван руски природен газ. В града се намират и няколко строителни компании, които се занимават основно с обслужване на газодобивната промишленост.

## Галерия
- Свято-Николския храм в Надим.
- Обредният дом в града.
- Ленинградски проспект.
- Парк в града.